# Ilkal
Ilkal är en ort i Indien.   Den ligger i distriktet Bagalkot och delstaten Karnataka, i den södra delen av landet, 1 400 km söder om huvudstaden New Delhi. Ilkal ligger 564 meter över havet och antalet invånare är 56 937.
Terrängen runt Ilkal är platt. Runt Ilkal är det ganska tätbefolkat, med 239 invånare per kvadratkilometer. Ilkal är det största samhället i trakten. Trakten runt Ilkal består till största delen av jordbruksmark.